# Warstwy szaflarsko-maruszyńskie
Warstwy szaflarsko-maruszyńskie, warstwy szaflarskie – to seria naprzemianlegle ułożonych warstw skał osadowych morskiego pochodzenia, składająca się z zalegających na przemian ławic i warstw zlepieńców, piaskowców, mułowców i iłowców. Powstała na dnie morza wskutek działalności tzw. prądów zawiesinowych, które doprowadziły do charakterystycznego, frakcjonalnego uwarstwienia.
Warstwy szaflarsko-maruszyńskie są najniższą częścią fliszu podhalańskiego. Powstały prawdopodobnie na przełomie górnego eocenu i oligocenu oraz w dolnym oligocenie.
Warstwy szaflarsko-maruszyńskie reprezentują flisz zlepieńcowo-piaskowcowo-łupkowy - flisz proksymalny. Występują w nich liczne ławice piaskowców gruboziarnistych i zlepieńców. W piaskowcach widoczne są pełne sekwencje turbidytowe.
Występują w północnej części synklinorium podhalańskiego. Ich granica z Pienińskim Pasem Skałkowym jest tektoniczna.